# 特拉华州普通公司法
特拉华州普通公司法是美国特拉华州的公司法，于1899 年通过。此后，特拉华州成为美国公司法最重要的司法管辖区。纽约证券交易所上市公司中超过一半，及财富 500 强中六成以上的公司，都在特拉华州注册成立。

## 历史
20世纪初以来，特拉华州便是公司的避风港。此前，新泽西州在19世纪末颁布了对公司友善的公司法，以吸引纽约州企业。
特拉华州模仿新泽西州，于1899年3月10日通过了普通公司法，以吸引更多企业。推动这项立法的团体旨在建立一家公司，推销特拉华州注册公司的服务。 在普通公司法兴起之前，若要组建公司，需由州立法机关通过特别法案批准。普通公司法则规定，任何人只要筹集资金并向州务卿提交公司章程，便可以组建公司，过程相对简单。

## 其他法律特点
特拉华州法院有丰富的公司法诉讼经验，因此，特拉华州拥有比美国其他州更完善的判例法体系，可以在公司治理和交易责任问题上为公司及其法律顾问提供更多指导。
关于特拉华州公司内部事务的争议通常提交给特拉华州衡平法院，一个独立的衡平法院。与美国大部分州不同，特拉华州没有将普通法和衡平法的法院合并。 因为特拉华州衡平法院是衡平法院，所以没有陪审团，其案件法官审理。自1989年以来，特拉华州衡平法院由一名院长和四名副院长组成。
特拉华州衡平法院是初审法院，每个案件由一名法官审理。诉讼当事人可以就衡平法院的最终裁决向特拉华州最高法院提出上诉。
根据美国公司法的“内部事务原则”，美国公司即使在多个州开展业务，对于其内部事务，依然适用其注册地的法律。 因此，特拉华州公司即使即使在其他州开展业务，也几乎只受特拉华州公司法约束。
此外，特拉华州普通公司法的 236 条，对公司反并购策略较为友善。
美国大多数州要求营利性公司至少拥有一名董事和两名高级管理人员，但特拉华州法律没有此限制。 公司所有职位都可以由同一个人担任，此人也可以是唯一的股东。该人不需要是美国公民或居民。如该人通过代理人注册，甚至可以匿名。 

## 税收
不在特拉华州内运营的特拉华州公司，不需向该州缴纳所得税。 因此，公司可以在特拉华州注册，以适用该州的公司法，但在其他州运营。 
特拉华州对该州公司征收特许税，税率远高于大多数其他州。特拉华州的特许税约占其州收入的五分之一。 